# 26921 Jensallit
26921 Jensallit è un asteroide della fascia principale. Scoperto nel 1996, presenta un'orbita caratterizzata da un semiasse maggiore pari a 3,2207663 UA e da un'eccentricità di 0,1712696, inclinata di 1,30723° rispetto all'eclittica.
L'asteroide è dedicato alla britannica Jennifer Sallit, moglie dello scopritore.